# La Roche à Pierrot (Saint-Césaire)
La Roche à Pierrot est un ancien abri sous roche préhistorique, situé à Saint-Césaire, en Charente-Maritime, en France.
Sa renommée repose sur la découverte d'un individu néandertalien, en 1979, ancien de - 40 000 ans qui a bousculé les connaissances scientifiques de l'époque. Les fouilles archéologiques actuelles éclaircissent l'occupation du site, tout d'abord par des néandertaliens puis par des Homo sapiens.

## Situation
Le site est à moins de 500 m au sud-est du cœur du village de Saint-Césaire, en rive droite (côté est) du ruisseau Coran (petit affluent de la Charente).

## Description
C'est un ancien abri sous roche de nos jours éboulé, qui se trouve au pied d'une falaise de calcaire du Turonien supérieur de 5 à 6 m de hauteur. Une diaclase est toujours visible sur la face de la falaise.
Le Turonien est surmonté de Coniacien et de Santonien - ce qui fournit une bonne diversité de matières premières lorsqu'il s'agit de s'approvisionner en silex.

## Historique
Le calcaire turonien a été miné jusqu'à la fin du XXe siècle, ce qui a créé nombre de galeries dans les falaises environnantes et sur le plateau dominant le site. Nombre de ces galeries ont ensuite été utilisées pour la culture de champignons. Le site est découvert fortuitement en 1975 par Bernard Dubigny qui remarque des vestiges lithiques lors de travaux de terrassement destinés à créer un accès à l'une de ces champignonnières - travaux qui ont déjà détruit une partie du site côté nord (à gauche lorsqu'on se tourne vers la falaise). Fort heureusement René Boucher, maire de Saint-Césaire, arrête les travaux à cet endroit et contacte le conservateur du patrimoine de Poitiers, François Lévêque.
Le site est fouillé par François Lévêque entre 1976 et 1987 sur 52 m2, période pendant laquelle Arlette Leroi-Gourhan et Chantal Leroyer en font l'analyse pollinique (publiée en 1993). En 1993, Anna Mary Backer, assistée de façon intermittente par Lévêque, conduit une petite fouille sur les carrés D8 et E8 pour vérifier à cet endroit la continuité de la couche châtelperronienne EJOP sup. En 1997, Backer conduit une seconde fouille de sauvetage sur une partie du site.
Une autre série de fouilles de sauvetage a cours de 2013 à 2016. Depuis 2016, des fouilles programmées sont organisées. La première triennale (2016-2018) de ces fouilles est dirigée par Isabelle Crèvecœur (paléoanthropologue et chargée de recherche au CNRS, UMR5199 PACEA) ; une seconde triennale débute en 2019. Chaque année une vingtaine d’archéologues professionnels, amateurs et étudiants, effectuent un mois de campagne (vers juin-juillet).

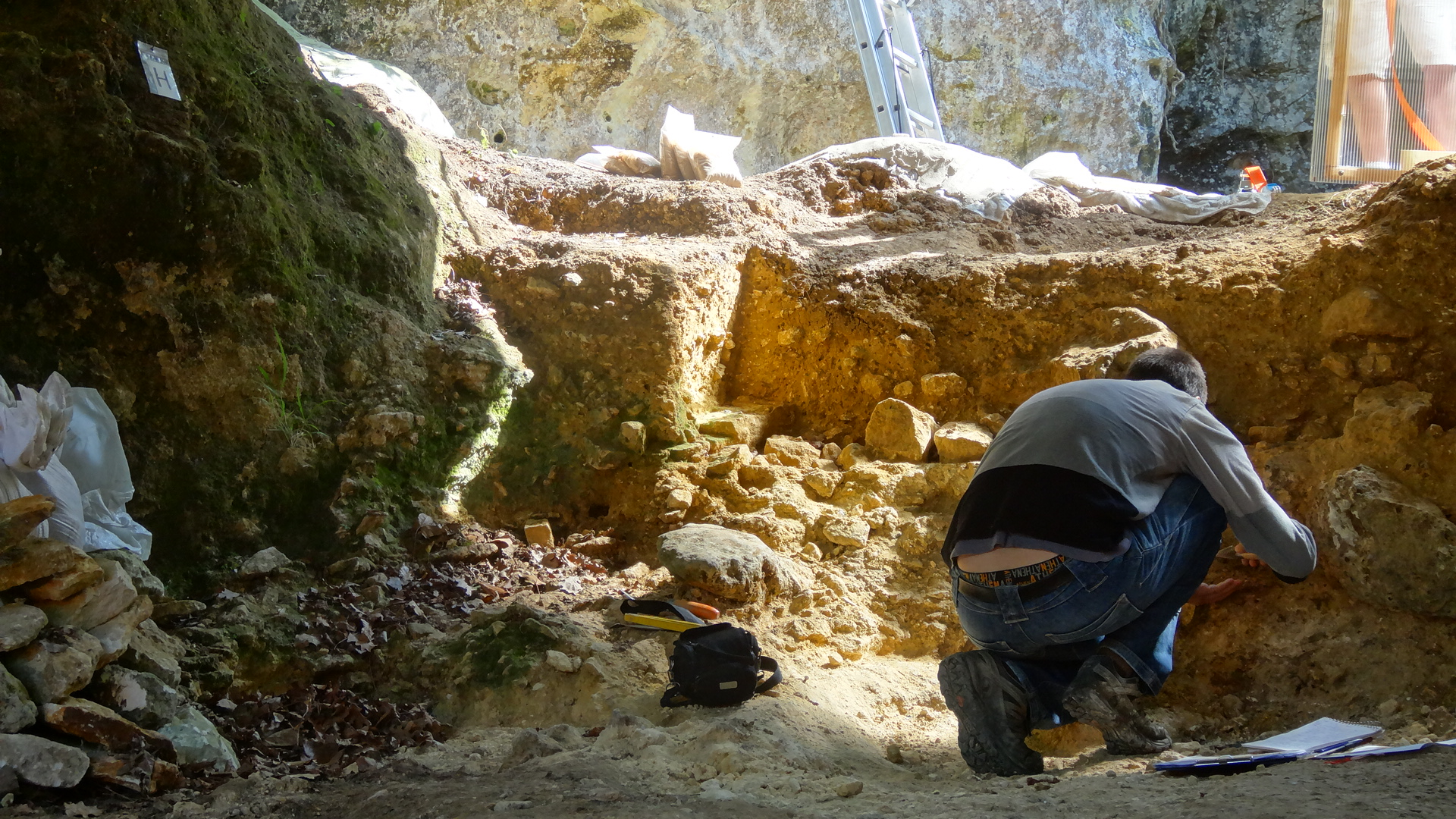
Campagne de fouille juin 2015

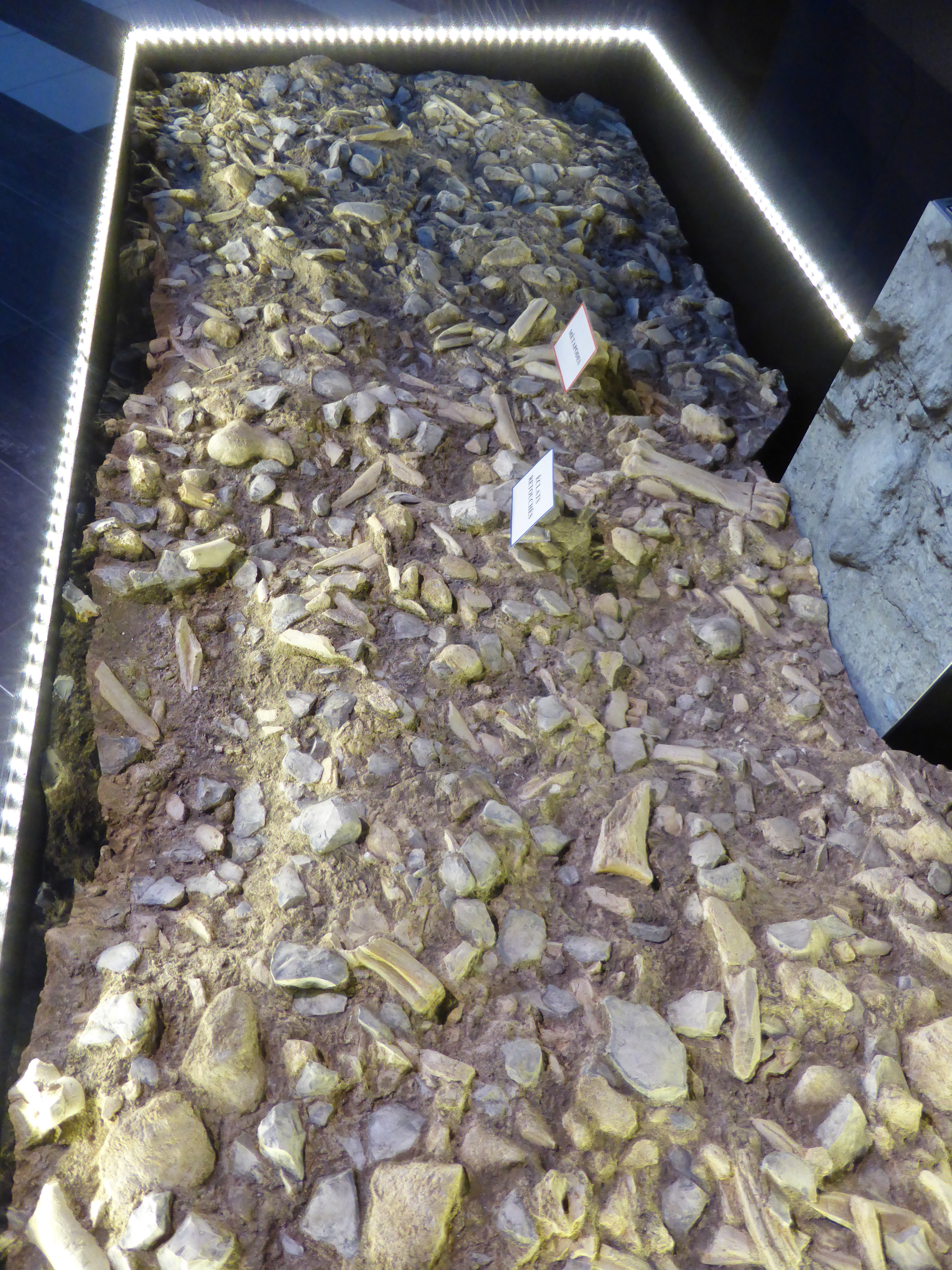
Reconstitution d'une des couches

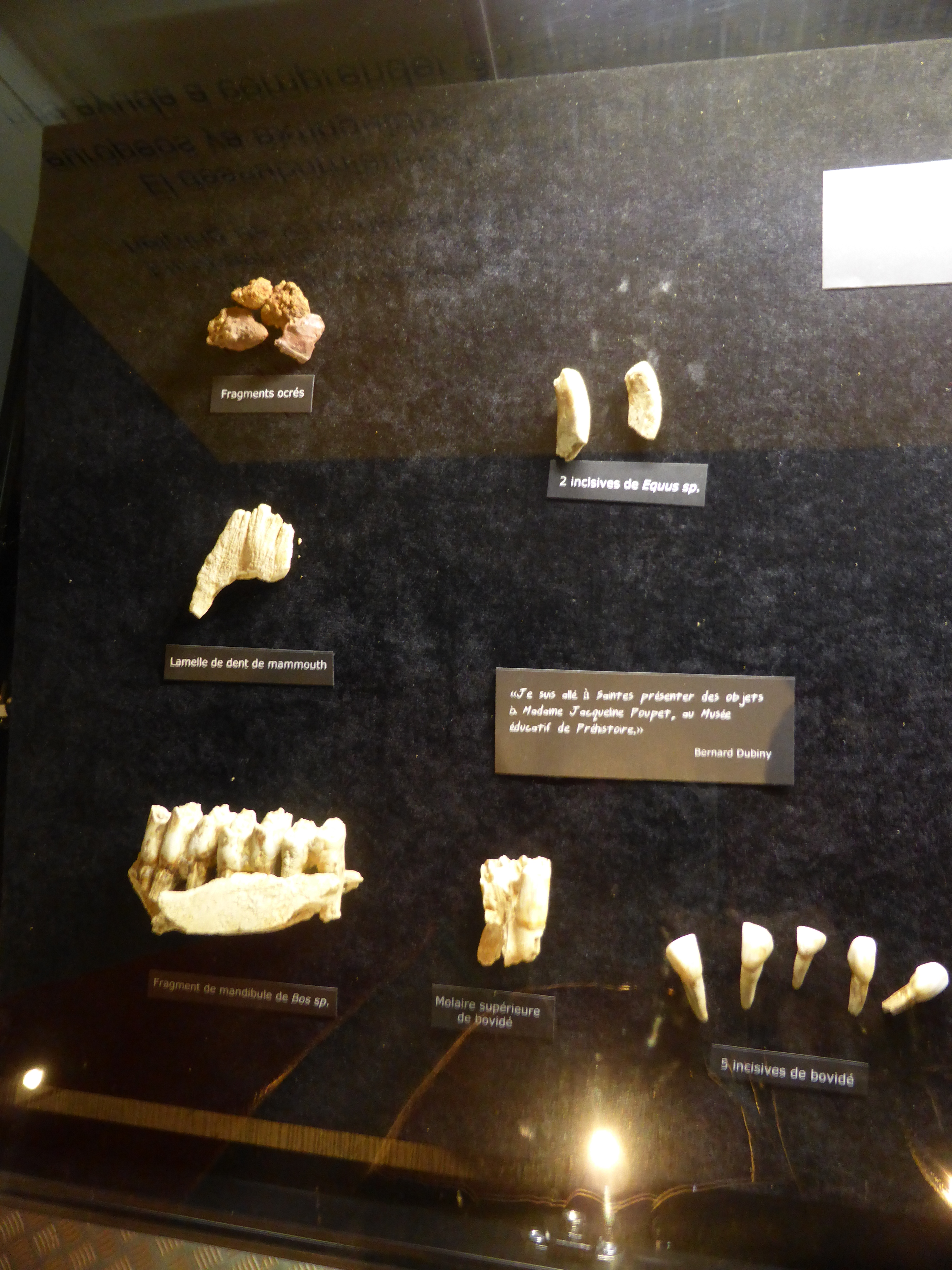
Vestiges fauniques

## Stratigraphie
Selon Mercier et al. (1991) 17 couches sont présentes, dont un ensemble jaune (EJ) avec sept couches du Paléolithique supérieur, et un ensemble gris (EG) avec huit couches moustériennes sableuses. Selon Gravina et al. (2018), la stratigraphie se répartit comme suit (du plus récent au plus ancien) :
- L'ensemble jaune (EJ) inclut six niveaux attribués au Paléolithique supérieur[13] :
  - EJJ : Aurignacien évolué[13] (couche 3 pour Mercier et al. 1991[12])
  - EJM : Aurignacien évolué[13] (couche 4 pour Mercier et al. 1991[12])
  - EJF : Aurignacien inférieur[13] (couche 5 pour Mercier et al. 1991[12])
  - EJO sup : proto-Aurignacien[13] (couche 6 pour Mercier et al. 1991[12])
  - EJOP sup : Châtelperronien[13] (couche 8 pour Mercier et al. 1991[12]), celle qui a livré le squelette « Pierrette »
Une couche archéologiquement stérile sépare les couches EJOP sup et EJOP inf[14] (couche 7 pour Mercier et al. 1991[12])[n 1]
  - EJOP inf : initialement attribué au Châtelperronien (couche 9 pour Mercier et al. 1991[12]), réattribué au Moustérien[13] en 2010 par M. Soressi qui fait la première étude complète sur l'ensemble du matériel des couches EJOP inf. et sup[15] et se base sur les spéciﬁcités technologiques et typologiques du matériel pour le changement d'attribution[16].
- L'ensemble gris (EG) inclut cinq niveaux du Paléolithique moyen[13] :
  - EGPF : Moustérien discoïde à denticulés[13] (couche 10 pour Mercier et al. 1991[12])
  - EGP : Moustérien à denticulés[13] (couche 11 pour Mercier et al. 1991[12])
  - EGF : Moustérien à denticulés[13] (couche 12 pour Mercier et al. 1991[12])
  - EGC : Moustérien de tradition acheuléenne (MTA)[13] (les deux couches SGC et EGB sup forment les couches 13 à 16 pour Mercier et al. 1991[12]
  - EGB sup : Moustérien de tradition acheuléenne (MTA)[13]
- L'ensemble rouge (ER) est un niveau d'argiles rouges stérile déposé sur le substrat rocheux[13].

### Aurignacien
Ce sont les couches EJJ (Aurignacien évolué, couche 3), EJM (Aurignacien évolué, couche 4),
EJF (Aurignacien inférieur, couche 5) et
EJO sup (proto-Aurignacien ou Aurignacien archaïque, couche 6).
Couches 3 et 4 (EJJ et EJM)
Les deux couches supérieures correspondraient à l'amélioration climatique dite d'Arcy (interprétation confirmée par l'analyse pollinique). La faune de ces deux couches inclut cheval et renne (Rangifer tarandus).
La couche 3 est formée d'un sédiment argilo-sableux avec de petits éléments calcaires ; l'industrie de l'Aurignacien évolué est comprise dans sa partie supérieure.
La couche 4, de couleur jaune-marron, est plus argileuse. Elle comporte quelques blocs de taille plus importante et une industrie de l'Aurignacien évolué.
Couche 5 (EJF)
Cette couche, attribuée à l'Aurignacien inférieur, correspond vraisemblablement au maximum de froid du Wurm IIIa. Elle est marquée par de nombreux blocs calcaires, d'importants foyers et une riche industrie de l'Aurignacien ancien. On note en particulier la présence d'une structure dégagée en 1984, faite d'un certain nombre de pierres plates disposées en cercle sur laquelle se trouvent de nombreux vestiges de renne, bois et côtes exclusivement. La faune abondante est largement dominée par le renne, avec quelques restes de mammouth, de rhinocéros laineux et de bison ou bos.
Couche 6 (EJO sup)
Cette couche est attribuée au proto-Aurignacien ou Aurignacien archaïque). Elle est de couleur jaune-orange. Sa partie supérieure inclut une blocaille calcaire de petite dimension. Sa faune inclut renne, carnivore, équidé (Equus hydruntinus ?), sanglier (Sus scrofa), mégalocéros (Megaloceros giganteus), mammouth (Mammuthus primigenius), rhinocéros laineux (Coelodonta antiquitatis), cheval (Equus sp.), bos ou bison.
Couche intermédiaire stérile (7 ou 8), EJO inf
Les deux couches suivantes sont inversées entre 1991 et 2010 :
selon Mercier et al. (1991), la couche 7 sous-jacente à la couche 6 est celle qui a livré le squelette néandertalien, et la couche 8 est la couche stérile ;
tandis qu'en 2010 M. Soressi donne la couche EJO sup (couche 8) comme immédiatement sous-jacente à la couche EJO sup (couche 6), et celle en dessous est la couche stérile nomenclaturée « EJO inf » dans sa publication de 2010,. 

Quoi qu'il en soit, la couche stérile (EJO inf) est jaune-orange (plus claire), argileuse, et ne renferme pratiquement pas de blocs sauf quelques-uns vers sa base.

### Châtelperronien
Couche (8 ou 7), EJOP sup
Cette couche est jaune-orange plus pâle que la couche 7, caractérisée par de nombreux éléments calcaires à angles vifs. Elle renferme une industrie châtelperronienne caractéristique et a livré en 1979 des restes humains néandertaliens puis, en 1980 et 1981, des phalanges et des éléments de métacarpe.
Couche 9 (EJOP inf)
La couche 9 (EJOP inf) a d'abord été attribuée au Châtelperronien (Papinot 1986, Mercier et al. 1991, et d'autres) jusqu'à être attribuée au Moustérien par M. Soressi en 2010. 

En 1986 elle est décrite comme un « sous-ensemble jaune-orange pâle [...] ne comporte plus que quelques rares blocs surtout répartis à sa base et se présente sous forme d'un niveau nettement plus argileux. L'industrie de caractère castelperronien y est très pauvre. Il correspond, sans doute, à un ruissellement important qui est venu recouvrir le sommet de l'ensemble gris sous-jacent ».
Selon Soressi (2011), le Châtelperronien est riche en outils de « type Paléolithique moyen » : racloirs, denticulés, et nucléus à éclats courts et larges,.
Seuls deux autres sites sont connus pour avoir livré des ornements corporels dans un niveau châtelperronien : la grotte du Renne à Arcy-sur-Cure (Yonne) et la Grande Roche de la Plématrie à Quinçay (Vienne).

### Moustérien
Douze éclats de silex des couches 10 à 12 (Egpf, Egp et Egf) ont été chauffés et datés par thermoluminescence, donnant un âge entre 42 400 ± 4 800 ans AP et 40 900 ± 2 500 ans AP.
Couche 9 (EJOP inf)
Cette couche initialement attribuée au Châtelperronien puis réattribuée au Moustérien en 2010 est exposée ci-dessus.
Couche 10 (EGPF)
Cette couche est décrite en 1986 comme gris-pâle, caractérisée par des foyers. Une surface d'environ 3 m2 de cet habitat en a été moulée en 1981. Elle a livré assez peu d'outils mais des milliers d'éclats de débitage et une faune très abondante, avec une plus grande abondance de fragments osseux à sa base. 

Les datations par thermoluminescence du niveau Egpf se situent entre 33 500 ± 3 800 et AP et 47 100 ± 4900 AP, avec un âge moyen de 40 900 ± 2 500 ans AP (seconde moitié du stade isotopique 3). Cette période est immédiatement antérieure au début du Paléolithique supérieur et correspond à un climat plutôt froid, malgré un réchauffement léger au sommet. Les études palynologique et sédimentologique indiquent que l'environnement est ouvert, de type prairie, ce qui correspond au spectre faunique identifié. La faune inclut cheval (Equus sp.), Bos ou bison, renne.
Les artefacts des derniers niveaux de Moustérien (vers 40 900 ans AP) sont fabriqués principalement sur des matières premières locales ; très peu d'objets sont issus de matières premières allogènes. La méthode de fabrication dominante est le débitage discoïde, selon deux modes : l'un donne des objets plutôt fins à tranchants périphériques, l'autre des éclats plus épais à dos débordant.
La Roche à Pierrot est l'un des quatre sites connus où le Moustérien à denticulés est immédiatement sous-jacent au Châtelperronien (les trois autres sites sont la grotte du Renne (Arcy-sur-Cure, Yonne), Roc de Combe (Payrignac, Lot) et la grotte Morin (Cantabrie, Espagne)). De plus, une étude comparative sur plusieurs sites trouve que l'industrie lithique du niveau Egpf de Saint-Césaire est la plus typique du Moustérien à denticulés.
Couche 11 (EGP)
Cette couche attribuée au Moustérien à denticulés, est gris-pâle et contient de nombreux éléments calcaires. Elle est parfois localement très indurée.
Couche 12 (EGF)
Cette couche de Moustérien à denticulés, est de couleur grise et est caractérisée par une nouvelle série de foyers, moins abondants que dans les couches précédemment déposées (ci-dessous). La faune est assez riche.
Couches 13 à 16 (EGC et EGB)
Les couches 13 à 16 définies par Mercier et al. 1991 réunissent les deux couches EGC et EGB sup. Ce sous-ensemble est attribué au Moustérien de tradition acheuléenne (MTA),.
- Couches 13, 14 et 15 (EGC)

Ces couches sont gris clair. Les couches 13 et 15 sont très pauvres ; jusqu'en 1991 elles n'ont livré que quelques éclats. 

La couche 14 est peu épaisse mais est caractérisée par des foyers continus. Le matériel reste cependant peu abondant.
La faune inclut Bos ou bison, renne.
- Couche 16 (EGB sup)

Cette couche gris-beige clair est faite d'un sédiment nettement plus sableux, au moins en partie d'origine fluviatile. Elle est plus mince près de la falaise. Son industrie la fait attribuer au Moustérien de tradition acheuléenne (MTA),.
Elle n'atteint pas la séquence de référence dont la dernière couche repose directement sur le sol rocheux.
Couche 17 (ER)
Cette couche est gris-beige tirant sur le rouge, essentiellement sableuse. Jusqu'en 1991 elle n'a livré que quelques éclats, des dents et des ossements souvent fragmentés, d'aspect en général plus ou moins roulé. Gravina et al. (2018) la décrivent comme un niveau d'argiles rouges stérile

## Vestiges humains
La couche EJOP sup a livré le 27 juillet 1979 les premiers éléments d'un squelette néandertalien nommé « Pierrette », associé à une industrie lithique châtelperronienne. En 1980 et 1981 des phalanges et des éléments de métacarpe y ont été trouvés.
En 1991, des vestiges lithiques adjacents au squelette ont été datés à 36 300 ± 2 700 ans AP (cette datation, comme toutes les datations antérieures aux années 2018/2020, est à prendre avec circonspection). À cette date c'est le plus jeune néandertalien connu. Selon cette datation, il est surtout nettement plus jeune que certains squelettes d'Homo sapiens (ou Homme anatomiquement moderne) trouvés en Espagne, ce qui pose l'hypothèse de contacts possibles entre ces deux espèces d'Homo. La question a déjà été soulevée par les vestiges humains trouvés auparavant dans la grotte du Renne à Arcy-sur-Cure et ceux de la Roche à Pierrot viennent la renforcer.
En 2012 une datation sur une portion de la diaphyse d'humérus réalisée par Hublin et al. donne une date plus ancienne : entre 41 950 et 40 660 cal AP, avec une probabilité de 86%.
Un gisement de référence
La Roche à Pierrot a livré une longue séquence de niveaux moustériens, châtelperroniens et aurignaciens, et les seuls restes humains bien conservés associés à une industrie de transition du Paléolithique moyen au Paléolithique supérieur. Le site est ainsi devenu un gisement de référence de renom mondial pour le Paléolithique moyen et le début du Paléolithique supérieur en Europe.
Morphologie
La robustesse générale des diaphyses fémorales des néandertaliens européens et des premiers humains modernes est similaire, compte tenu des proportions différentes pour les tailles respectives. Le squelette de Saint-Césaire correspond à cette conformation, s'il est doté de proportions corporelles semblables à celles d'un néandertalien (une configuration dite « hyperarctique »). La diaphyse fémorale proximale arrondie est similaire à celle de néandertaliens plus anciens, ce qui reflète probablement une région pelvienne large, autre adaptation au froid. Cependant, le corps du fémur montre le renforcement postérieur typique des premiers humains anatomiquement modernes. Ceci indique que le mode de locomotion est plus proche de celui des humains du Paléolithique récent.
Régime alimentaire
L'analyse chimique des ossements mammaliens associés au squelette indique un régime basé à 97% (poids pondéral) sur de la viande, l'apport complémentaire étant d'origine végétale ou ichtyologique. 58% de ce total sont représentés par les bovidés, 22% par les chevaux et le rhinocéros, 13% par le renne et 7% par le mammouth. Ces pourcentages correspondent bien avec les proportions respectives des vestiges d'animaux trouvés sur le site, ce qui suggère que ces néandertaliens rapportent leurs gibiers sur le site, et que leur comportement dans ce domaine est celui de chasseurs plutôt que de charognards : il est en effet improbable que la chasse et l'activité de charognage amènent à consommer les mêmes viandes et dans les mêmes proportions.

### Débat sur la transition Moustérien / Châtelperronien
Ce long débat est aussi celui de la transition entre Paléolithiques moyen et supérieur, et celui de l'arrivée des Homo sapiens au moins en Europe. La Roche à Pierrot est avec la grotte du Renne à Arcy-sur-Cure l'un des deux seuls sites sur lesquels repose l'attribution du faciès culturel et technique du Châtelperronien aux néandertaliens. « Pierrette » remet en cause le schéma établi de longue date par François Bordes, par lequel Homo sapiens (et non les néandertaliens) sont les auteurs du Châtelperronien. Le premier à émettre des doutes sur l'authenticité de l'association est donc le même Bordes (1981), qui va jusqu'à mettre en cause indirectement la probité des inventeurs en écrivant que le squelette a été trouvé « en petit comité ».
L'association humain néandertalien / couche châtelperronienne est de nouveau remise en question dans les années 2010 (Bar-Yosef & Bordes 2010 ; Bordes & Teyssandier 2012 ; Soressi 2011). Les problèmes rencontrés sont de deux sortes : il n'y a pas de description détaillée de la stratigraphie à l'endroit où a été trouvé le squelette ; et le matériel lithique associé inclut une proportion importante d'outils du Paléolithique moyen, ce qui laisse ouverte la possibilité d'un dépôt moustérien perturbé par les occupations châtelperroniennes ultérieures. 

Par ailleurs, lors des fouilles Lévêque la pente des niveaux 6 à 9 n'a pas permis de distinguer entre EJOP sup et EJOP inf à l'avant de l'abri.
La stratigraphie est réétudiée par Zilhão 2013 et le squelette est lui-même daté (datation au carbone 14 par Hublin et al. 2012). Ces deux études concluent dans le sens d'une association squelette néandertalien / couche châtelperronienne (mais c'est seulement très récemment en 2020 que la datation au carbone 14 a atteint une précision suffisante pour le matériel de cet âge).
Une étude récente (Galland et al. 2017) du matériel lithique de la couche châtelperronienne, notamment l'état des surfaces de ce matériel, avec un microscope bifocal, montre que d'une part les altérations de ces surfaces sont très variables, et d'autre part l'environnement local a similairement affecté les silex géologiques et le niveau châtelperronien ; ce qui indique des remaniements de la couche assez importants pour laisser leur empreinte. Ceci amène à « douter fortement de l'intégrité archéostratigraphique et par conséquent chronoculturelle » de cette couche châtelperronienne. 

Là-dessus, une autre étude (Gravina et al. 2018) taphonomique, spatiale et typo-technologique du niveau (EJOP sup) où se trouvaient les vestiges humains en cause, n'y a trouvé aucune évidence incontestable pour cette association Néanderthal-Châtelperronien.
Le débat n'est pas conclu : plusieurs autres études sont en cours, dans un sens comme dans l'autre. De plus, même si la stratigraphie est reconnue intègre et que donc l'association humain néandertalien / couche châtelperronienne est établie, restera encore à déterminer si les néandertaliens ont développé par eux-mêmes une culture de type châtelperronien ou s'ils l'ont apprise des Homo sapiens venant de l'est.

### Actualité scientifique
De nouvelles découvertes ont permis d'en apprendre plus sur la vie quotidienne des néandertaliens et des Homo sapiens de Saint-Césaire :
- Lors de l'étude post fouille d'ossement d'animaux, les archéologues ont découverts des os de sujets périnataux (mort 1 mois avant la naissance ou à la naissance) néandertaliens daté à environ -55 000 ans (OSL). L'espèce a été confirmé par l'analyse ADN du pétreux, un os de l'oreille interne. L'état de conservation et la représentation des ossements permettent de suggérer qu'ils ont été enterré ce qui est intéressant en termes de comportement.
- En 2018, la couche châtelperronienne révèle des coquillages percés (littorines) et de la matière colorantes. Ces matières ont été sujette à des déplacements ou du commerces puisque non local.
- En 2024, une dent de lait néandertalienne a été découverte dans la couche moustérienne, au milieu de restes de boucherie. Cette dent a été perdu par un enfant de 8 ans environ et montre des traces d'usure, certainement dû à l'utilisation de ses dents comme d'une troisième main (artisanat).

## Origines des matières premières lithiques

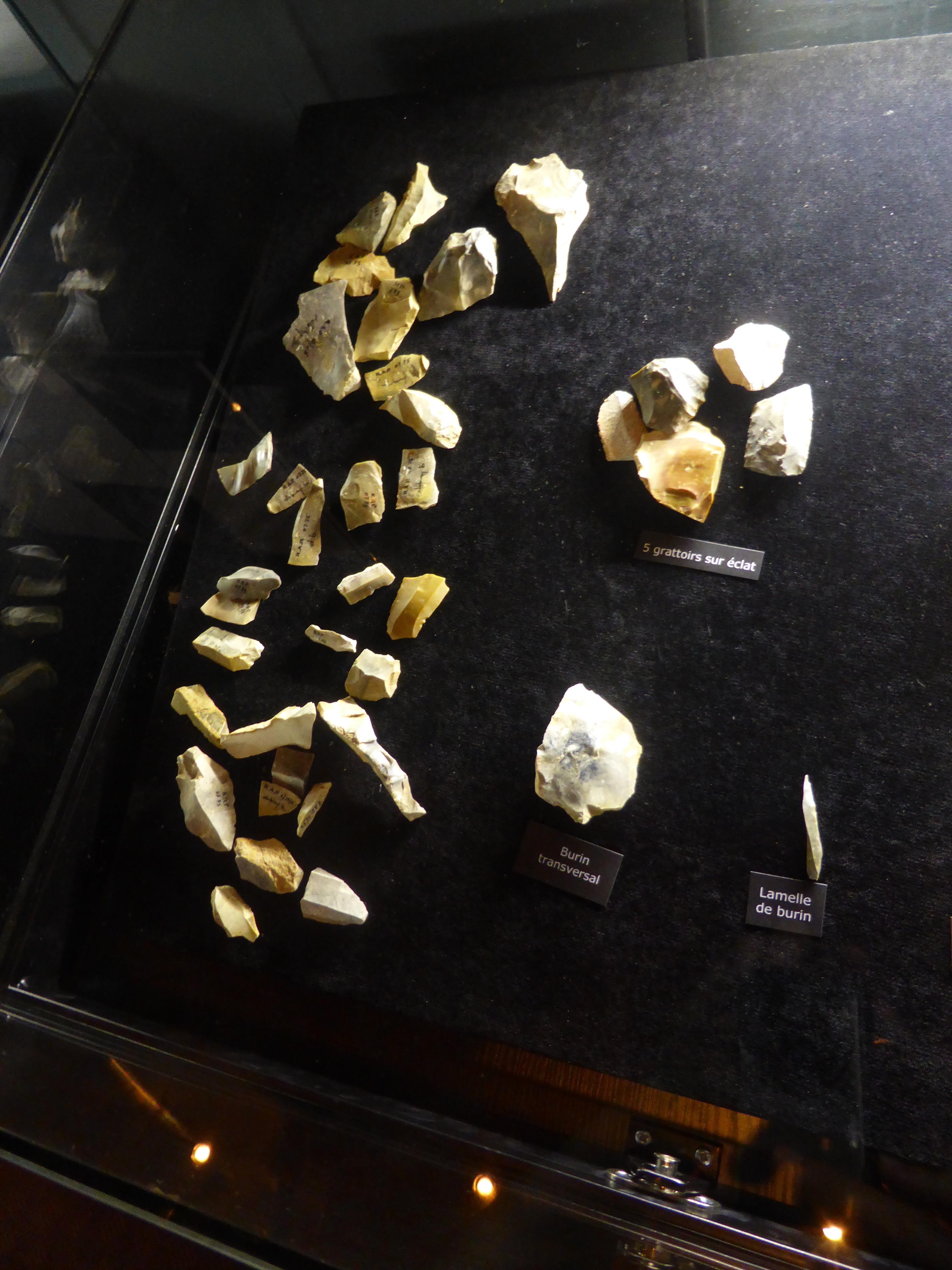
Industrie lithique

Les silex exogènes proviennent de deux endroits différents :
- Le silex de type « grain de mil[n 5] », avec une source à environ 10 km à l'est de Saint-Césaire. Noirs ou blonds, ils comprennent de nombreux fragments de Bryozoaires et des foraminifères benthiques[3] ;
- silex du Turonien moyen d'Ecoyeux, à 7 km au nord du site. Il est blond à bleuté, plus ou moins translucide, avec peu d'inclusions[3].

Les silex autochtones sont :
- du silex noir du Santonien moyen, avec peu d'inclusions mais comprenant de grands Bryozoaires entiers ;
- du silex gris du Santonien inférieur formé à partir d'éponges dont les squelettes sont encore clairement perceptibles dans le centre, qui est souvent peu silicifié.
- du silex du Coniacien, gris à noir, en blocs très variables en taille et en uniformité, contenant de petites quantités de Bryozoaires incomplets[3].

Les silex du Coniacien et du Santonien proviennent directement du dessus de la falaise et se retrouvent dans le lit du Coran. Avec une bonne diversité de matières premières sous la main, le besoin de sources exogènes est moindre et les silex importés sont généralement sélectionnés pour leurs bonnes qualités.

## Paléosite
Lorsqu'est débattue la construction d'un musée / centre de découverte sur les lieux, les avis sont partagés du côté des autorités locales ; face au maire de Saint-Césaire René Boucher, partisan de cette création, il y a la phrase mémorable du conseiller général Michel Chesneau : «  on ne fera pas de cet os un pot-au-feu »… Le président de la vallée du Coran Xavier de Roux pousse cependant le projet, avec à ses côtés l'éminent Yves Coppens appuyé par d'autres chercheurs. Le conseil général présidé par Claude Belot intègre l'idée et, pour 12 millions d'euros financés par le Département, la Région et l'État, le Paléosite ouvre ses portes en 2005. Après des débuts un peu tendus, le site atteint 45 000 entrées par an dont 13 000 scolaires.
Centre de recherches et administratif
En 2018, le Conseil départemental de la Charente-Maritime décide de la construction d'un centre de recherches archéologiques sur le parking du Paléosite. Ouvert en 2023, ce nouveau centre regroupe l'ensemble des pièces découvertes lors des fouilles en Charente-Maritime, y compris les 7 000 caisses de mobilier archéologique alors entreposées à Saintes dans un hangar mal protégé contre l'humidité. Le bâtiment, prévu avec une surface de 1 770 m2 dont plus de 1 770 m2 destinés au stockage, abrite également des services logistiques et administratifs ainsi que des bureaux de chercheurs.
Collections
Le squelette aurait été vendu par Henri Laumonier en 1991 au musée d'archéologie nationale de Saint-Germain-en-Laye.